# SMAD4
SMAD4 هو بروتين موجود في كل الحيوانات، وهو ينتمي لعائلة SMAD من بروتينات عوامل النسخ.